# Hanare
Un hanare (離れ?) es un edificio separado del edificio principal —moya— en una parcela de cierto tamaño. También se le llama hanarezashiki (離れ座敷 Habitación independiente?) o hanareya (離れ家 Casa independiente?).
En los ryokan —posada japonesa—, el término «ri» se utiliza a veces para referirse a un pequeño alojamiento que está apartado del hospedaje principal —por ejemplo, el edificio principal— y puede alojar sólo a uno o a un pequeño número de huéspedes, y puede ofrecer servicios más lujosos que el edificio. En algunos casos, la recepción y administración del edificio están completamente separadas de los alojamientos, y las habitaciones están todas separadas entre sí. Del mismo modo, algunos ryōtei —restaurantes japoneses— tienen una sala de tatami separada fuera de la recepción o de las oficinas, o además del edificio principal.